# 11-酮睾酮
11-酮睾酮（英語：11-Ketotestosterone，缩写11-KT）是睾酮的一种氧化产物，在C11的位置上多了一个酮羰基，是硬骨鱼的主要内源性雄激素，可由肾上腺甾酮（11-酮雄烯二酮）或11β-羟基雄烯二酮合成。